# Ахмад (султан Брунея)
Ахмад (ум. 1425) — третий султан Брунея, правивший в 1408—1425 годах.

## Биография
До вступления на престол носил имя Аванг Пате Бербай, был братом первого султана Брунея Мухаммад Шаха.
Взошёл на престол после смерти племянника Абдул Маджид Хасана. Во время его правления султанат стал контактировать с Минской империей, сам султан Ахмад отправился ко двору императора Юнлэ. Султан Ахмад был хорошо принят императором, а также вручил ему дань, засвидетельствовав своё почтение.
Умер в 1425 году, ему наследовал муж одной из его дочерей Шариф Али.